# Un uomo finito
Un uomo finito è un'opera di Giovanni Papini, pubblicata per i tipi della Libreria de La  Voce nel 1913.
L'opera costituisce un'autobiografia intellettuale scritta all'età di 30 anni. In una lettera all'amico pittore Ardengo Soffici lo stesso Papini scriveva, a proposito del libro: «Ho cominciato ieri una specie di romanzo tratto dalla mia vita, e sento d'esser così pieno di cose e di ricordi poetici che verrà certo una bella cosa». Papini si definisce uno spirito «nato con la malattia della grandezza». Nelle parole dello stesso autore: «Qui dentro c'è un uomo disposto a vender cara la sua pelle e che vuol finire più tardi che sia possibile».
Il libro è diviso in sei movimenti e 50 capitoli. Dopo aver rievocato l'infanzia e la formazione, vi vengono ricordate l'amicizia con Giuseppe Prezzolini e l'avventura della rivista "Leonardo", le riunioni intellettuali a casa di Adolfo De Carolis e in una stanzetta di Palazzo Davanzati. In quest'opera è stato individuato l'inizio di quel percorso che lo avrebbe portato alla conversione al cattolicesimo, primo passo di un percorso esistenziale che si apre con Un uomo finito e si chiude con Storia di Cristo.
Il romanzo ebbe successo tra i giovani degli anni '20 e anni '30. Nel corso degli anni l'opera è stata tradotta in varie lingue, tra le quali il russo, il tedesco, l'inglese, il francese, il romeno e il turco. Tra gli altri, il giovane Mircea Eliade fu profondamente impressionato dal testo di Papini, e a esso dedicò un capitolo del romanzo giovanile pubblicato postumo Il romanzo dell'adolescente miope.

## Edizioni
- Giovanni Papini, Un uomo finito, Firenze: Libreria della Voce, 1913
- Giovanni Papini, Un uomo finito, Firenze: Vallecchi, 1920
- Giovanni Papini, Élőhalott, trad. ungherese di József Révay, Budapest, Athenaeum, 192?
- Giovanni Papini, Končennyj čelověk, trad. russa di Boris Jakovenko, Berlin: Slovo, 1922
- Giovanni Papini, Un homme fini, trad. francese di Henry R. Chazel, Paris: Perrin, 1923
- Giovanni Papini, En färdig man. Mannen som var slut, trad. svedese di Erik Kihlman, Helsingfors: Schildt, 1923
- Giovanni Papini, Un om sfârşit , trad. romena di Alexandru Marcu, Bucureşti: Cultura Naţională, 1923
- Giovanni Papini, A man finished, trad. inglese di Mary Prichard Agnetti, London: Hodder and Stoughton, 1923
- Giovanni Papini, Hombre acabado, Biblioteca Nueva, Madrid, 1923
- Giovanni Papini, The Failure, trad. inglese di Virginia Pope, New York: Harcourt Brace and Co., 1924
- Giovanni Papini, En færdig Mand, trad. danese di Knud Ferlov, Copenaghen: Haase, 1924
- Giovanni Papini, Ein fertiger Mensch , trad. tedesca di Max Schwarz , München: Allgemeine Verlag, 1925
- Giovanni Papini, Sanovat miehen sammuneen, trad. finlandese di J. A. Hollo, Helsinki: Otava, 1925
- Giovanni Papini, Jeugdstorm, trad. olandese di Ellen Russe, Den Bosch: Teulings, 1933.
- Giovanni Papini, Skończony człowiek, trad. polacca di Edward Boyé, Warszawa: Biblijoteka tygodnika illustrowanego, 1934
- Giovanni Papini, Un homme fini, trad. francese di Georges Petit e Charles Dessart, Bruxelles: Dessart, 1942
- Giovanni Papini, Ein erledigter Mensch, trad. tedesca di Anna von Nostitz, München: Bruckmann, 1962; Frankfurt am Main: Suhrkamp, 1980
- Giovanni Papini, Un uomo finito, Milano: Mondadori, 1964
- Giovanni Papini, Un om sfîrşit, trad. romena di Ștefan Augustin Doinaș, Bucureşti: Literatură Universală, 1969; Iaşi: Polirom, 2011
- Giovanni Papini, Opere. Dal Leonardo al Futurismo, a cura di Luigi Baldacci con la collaborazione di Giuseppe Nicoletti, Milano: Mondadori ("I Meridiani"), 1981 ISBN 9788804128465
- Giovanni Papini, Un uomo finito, a cura di Anna Casini Paszkowski, Firenze: Ponte alle Grazie, 1994 ISBN 9788879282390
- Giovanni Papini, Un homme fini, trad. francese di Yseut Pelloso, prefazione di François Livi, Lausanne: Âge d'homme, 2009
- Giovanni Papini, Bitik Adam, trad. turca di Sinem Carnabuci, Istanbul. Monokl, 2012.